# Gebärdensprachen der Aborigines

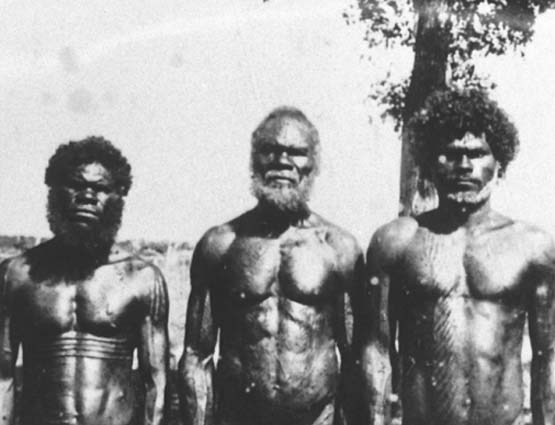
Aborigines von den Tiwi-Inseln

Gebärdensprachen der Aborigines sind lautsprachbegleitende Gebärden der Aborigines, der Ureinwohner von Australien.

## Hintergrund
Viele Kulturen der australischen Aborigines besitzen oder besaßen traditionell lautsprachbegleitende Gebärden, eine Gebärdensprache als Gegenstück ihrer gesprochenen Sprache. Dies scheint mit verschiedenen Sprachtabus (Vermeidungssprache) verbunden zu sein, die zwischen ihren Sippschaft oder zu besonderen Zeiten, wie beispielsweise während Trauerperioden für Frauen oder während Initiationszeremonien für Männer, bestehen. Es ist vergleichbar mit der Baraninsky Armenien Sign Language, weicht aber von der Gebärdensprache der Prärie-Indianer wesentlich ab, die keine Sprachtabus einschloss, wie auch von den von Gehörlosen verwendeten Gebärdensprachen, die keine Kodierung gesprochener Sprache ist. Es existiert eine gewisse Ähnlichkeit zwischen benachbarten Gruppen und einige Ähnlichkeiten zu Pidgin-Sprachen vergleichbar mit der Gebärdensprache der Prärie-Indianer in den amerikanischen Great Plains.
Gebärdensprachen scheinen am weitesten entwickelt zu sein in Gebieten mit extensiven Sprachtabus, z. B. die zentrale Wüste (Simpsonwüste), insbesondere unter den Warlpiri und Warumungu sowie des westlichen Kap York. Komplexe Gebärdensysteme werden auch aus den südlichen, zentralen und westlichen Wüstenregionen, dem Golf von Carpentaria (einschließlich Nordost-Arnhemland und den Tiwi-Inseln), einigen Torres-Strait-Inseln und den südlichen Gebieten von Fitzmaurice- und Kimberley. Beweise für Gebärdensprache anderswo sind mager, obwohl über sie so weit südlich wie die Südküste (Jaralde Gebärdensprache) berichtet wird. Und es gibt sogar Hinweise aus den ersten Jahren des 20. Jh. auf den Gebrauch von Gebärden durch Völker von der Südwestküste. Wie dem auch sei, sind viele dieser Codes heute ausgestorben und nur sehr wenige Hinweise haben Einzelheiten berichtet.
Studien über den Status von tauben Mitgliedern solcher Ureinwohnergemeinschaften weichen voneinander ab, wobei einige Schreiber die Inklusion tauber Menschen in das Leben der Leitkultur loben, während andere darauf hinweisen, dass Taube die Gebärdensprache nicht erlernen und, wie andere Taube, die in Hör-Kulturen isoliert sind, ein einfaches System von Hausgebärden (home sign) entwickeln, um im Kreise ihrer Familie zu kommunizieren. Dennoch gibt es einen Dialekt der Auslan (AUStralianSignLANguage – Gebärdensprache der australischen Gehörlosenkultur) der Aborigines und der Torres-Strait-Inselbewohner im äußersten Nord-Queensland (von Yarrabah bis Kap York), der stark von den einheimischen Gebärdensprachen und Gestensystemen der Region beeinflusst ist.
Gebärdensprachen wurden in Nord-Queensland bereits 1908 (Roth) berichtet. Frühe Untersuchungen der einheimischen Gebärdensprachen wurden von dem amerikanischen Linguisten La Mont West vorgenommen und später, tiefergehend, durch den englischen Linguisten Adam Kendon.

## Liste der Gebärdensprachen der Aborigines
Beachte, dass die meisten Sprachen der Aborigines mehrere mögliche Schreibungen besitzen, z. B. ist Warlpiri auch unter den Namen Walpiri, Walbiri, Elpira, Ilpara, Wailbri bekannt.
- Arrernte Gebärdensprache **
- Dieri [Diyari] Gebärdensprache ** (extinct)
- Djingili Gebärdensprache * (non-Pama–Nyungan)
- Jaralde Gebärdensprache
- Kaititj [Kaytetye]: Akitiri Gebärdensprache **
- Kalkutungu Gebärdensprache *
- Manjiljarra Gebärdensprache
- Mudbura Gebärdensprache *
- Murngin (Yolngu) Gebärdensprache
- Ngada Gebärdensprache
- Pitha Pitha Gebärdensprache *
- Torres Strait Islander Gebärdensprache
- Umpila Gebärdensprache *
- Warlmanpa Gebärdensprache **
- Warlpiri Gebärdensprache **
- Warluwara Gebärdensprache *
- Warumungu Gebärdensprache oder Warramunga Gebärdensprache **
- Western Desert Gebärdensprache (Kardutjara, Yurira Watjalku) *
- Worora Kinship Gebärdensprache
- Yir Yoront *
- Yolngu Gebärdensprache (YSL)

* „entwickelt“ (Kendon 1988)
** „hoch-entwickelt“

## Bibliografie
General
- Bauer, Anastasia. 2014. The Use of Signing Space in a Shared Sign Language of Australia. Berlin: Mouton de Gruyter.
- Jorgensen, Eleanor, Green, Jennifer & Anastasia Bauer. (2021). The phonology of alternate sign languages in Australia. Languages 6/2:81, doi:10.3390/languages6020081
- Green, Jennifer, Bauer, Anastasia, Gaby, Alice & Elizabeth Ellis. 2018. Pointing to the body: kin signs in Australian Indigenous sign languages. GESTURE 17/1 S. 1–36.
- Kwek, Joan / Kendon, Adam (1991). Occasions for sign use in an Australian aboriginal community. (with introduction note by Adam Kendon). In: Sign Language Studies 20: 71 (1991), S. 143–160
- Kendon, A. (1988) Sign Languages of Aboriginal Australia: Cultural, Semiotic and Communicative Perspectives. Cambridge: Cambridge University Press. Pp. xviii+ 542. (Presents the results of the research on Australian Aboriginal sign languages that the author began in 1978. The book was awarded the 1990 Stanner Prize, a biennial award given by the Australian Institute of Aboriginal and Torres Strait Islander Studies, Canberra, Australia. Reviews include: Times Literary Supplement, 25–31 August 1989; American Anthropologist 1990, 92: 250–251; Language in Society, 1991, 20: 652–659; Canadian Journal of Linguistics, 1990, 35(1): 85–86)
- Roth, W. E. (1908), Miscellaneous Papers, Australian Trustees of the Australian Museum. Sydney.
- OʼReilly, S. (2005). Indigenous Sign Language and Culture; the interpreting and access needs of Deaf people who are of Aboriginal and/or Torres Strait Islander in Far North Queensland. Sponsored by ASLIA, the Australian Sign Language Interpreters Association.

 Warlpiri sign language: 
- Mountford, C. P. (1949). Gesture language of the Walpari tribe, central Australia. Transactions of the Royal Society of South Australia, 1949, 73: 100–101.
- Meggitt M.J. (1954). Sign language among the Warlpiri of Central Australia. Oceania, 25(1), p. 2–16.
- Wright, C.D. (1980). Walpiri Hand Talk: An Illustrated Dictionary of Hand Signs used by the Walpiri People of Central Australia. Darwin: N.T. Department of Education.
- Kendon, A. (1980). The sign language of the women of Yuendumu: A preliminary report on the structure of Warlpiri sign language. Sign Language Studies, 1980 27, 101–112.
- Kendon, A. (1984). Knowledge of sign language in an Australian Aboriginal community. Journal of Anthropological Research. 1984 40, 556–576.
- Kendon A. (1985). Iconicity in Warlpiri Sign language. In Bouissac P., Herzfeld M. & Posner R. (eds), Inconicity: Essay on the Nature of Culture. TÅbingen: Stauffenburger Verlag. In press, p. .
- Kendon, A. (1985). Variation in Central Australian Aboriginal Sign language: A preliminary report. Language in Central Australia, 1(4): 1–11.
- Kendon, A. (1987) Simultaneous Speaking and Signing in Warlpiri Sign language Users. Multilingua 1987, 6: 25–68.
- Kendon A. (1988). Parallels and divergences between Warlpiri sign language and spoken Warlpiri: analyses of signed and spoken discourses. Oceania, 58, p. 23954.

 Torres Strait Islander sign language 
- Haddon, Alfred C. (1907). The gesture language of the Eastern Islanders, in Reports of the Cambridge Anthropological Expedition to Torres Straits. Cambridge, England: The University Press, v.3.
- Seligman, C. G., and A. Wilkin (1907). The gesture language of the Western Islanders, in Reports of the Cambridge Anthropological Expedition to Torres Straits. Cambridge, England: The University Press, v.3.

Original researchers' notes archived at the IATSIS library:
- Hale, Ken (c1960s), Original handwritten lexical list, 3pp.; notes on ‘Kaititj: akitiri sign language’, 3pp. in IATSIS library, MS 4114 Miscellaneous Australian notes of Kenneth L. Hale, Series 2 Barkly Tablelands language material, item 1–2 Wampaya [Wambaya (C19)].
- West, La Mont (Monty), (1963–66), original field report and papers ‘Sign language’ and ‘Spoken language’, and vocab cards, Items 1–2 in IATSIS library, MS 4114 Miscellaneous Australian notes of Kenneth L. Hale, Series 7: Miscellaneous material, Items 1–3 Correspondence 1963–1966

Aus Aboriginal sign languages of the Americas and Australia, Bd. 2, 1978. New York: Plenum Press:
- Roth, Walter E. (1897). The expression of ideas by manual signs: a sign-language. (p. 273–301) Reprinted from Roth, W.E. Ethnological studies among the North-West-Central Queensland Aborigines. London, Queensland Agent-Generals Information Office, 1897; 71–90; Information collected from the following tribes; Pitta-Pitta, Boinji, Ulaolinya, Wonkajera, Walookera, Undekerebina, Kalkadoon, Mitakoodi, Woonamurra, Goa.
- Strehlow, Carl (1915). The sign language of the Aranda. (p. 349–370). Extracted from Die Aranda-und-Loritja-Stamme in Zentral-Australien, Frankfurt: Baer; translated by C. Chewings.
- Warner, W. Lloyd (1937). Murngin Sign Language. (p. 389–392) Extracted from A Black Civilization. New York: Harper and Row, 1937.
- Mountford, C.P. (1938). Gesture language of the Ngada tribe of the Warburton Ranges, Western Australia. (p. 393–396). Originally published in Oceania, 1938, 9: 152–155.
- Berndt, R.M. (1940). Notes on the sign-language of the Jaralde tribe of the Lower River Murray, South Australia. (p. 397–402)
- Love, J.R.B. (1941). Worora kinship gestures. (p. 403–405)
- Meggitt, Mervyn (1954). Sign language among the Walbiri of Central Australia. (p. 409–423) Originally published in Oceania (see above).
- Miller, Wick R. (1978). A report on the sign language of the Western Desert (Australia). (p. 435–440)